# Pangasius
Pangasius és un gènere de peixos de la família dels pangàsids i de l'ordre dels siluriformes.

## Taxonomia
- Pangasius bedado (Roberts, 1999)[3]
- Pangasius bocourti (Sauvage, 1880)[4][5][6]
- Pangasius conchophilus (Roberts & Vidthayanon, 1991)[7][8]
- Pangasius djambal (Bleeker, 1846)[9][10]
- Pangasius elongatus (Pouyaud, Gustiano & Teugels, 2002)[11]
- Pangasius humeralis (Roberts, 1989)[12]
- Pangasius kinabatanganensis (Roberts & Vidthayanon, 1991)[7]
- Pangasius krempfi (Fang & Chaux, 1949)[13]
- Pangasius kunyit (Pouyaud, Teugels & Legendre, 1999)[14][15]
- Pangasius larnaudii (Bocourt, 1866)[16]
- Pangasius lithostoma (Roberts, 1989)[12]
- Pangasius macronema (Bleeker, 1851)[17][18]
- Pangasius mahakamensis (Pouyaud, Gustiano & Teugels, 2002)[11]
- Pangasius mekongensis (Gustiano, Teugels & Pouyaud, 2003)[19]
- Pangasius micronemus (Bleeker, 1847)
- Pangasius myanmar (Roberts & Vidthayanon, 1991)[7]
- Pangasius nasutus (Bleeker, 1863)[20]
- Pangasius nieuwenhuisii (Popta, 1904)[21]
- Pangasius pangasius (Hamilton, 1822)[22][23][24][25]
- Pangasius pleurotaenia (Sauvage, 1878)
- Pangasius polyuranodon (Bleeker, 1852)[26][27]
- Pangasius rheophilus (Pouyaud & Teugels, 2000)[28]
- Pangasius sabahensis (Gustiano, Teugels & Pouyaud, 2003)[19]
- Pangasius sanitwongsei (Smith, 1931)[29]
- Pangasius tubbi (Inger & Chin, 1959)[30][31][32][33][34][35][36][37]